# 紐科姆鎮區 (阿肯色州薩林縣)
紐科姆鎮區（英語：Newcomb Township）是位於美國阿肯色州薩林縣的一個行政鎮區。

## 地方資料
紐科姆鎮區的面積為41.02平方千米，當中陸地面積為40.70平方千米，而水域面積為0.32平方千米。根據2010年美國人口普查的數據，當地共有人口1672人，而人口密度為每平方千米40.76人。